# ارمک رونده تنگ‌پیرزالی
ارمک رونده تنگ‌پیرزالی (نام علمی: Ephedra foliata var.polylepis) نام یک گونه از سرده ارمک است.